# Antoni Wójtowicz
Antoni Wójtowicz (ur. 10 kwietnia 1925 w Krakowie, zm. 28 maja 2003 w Warszawie) – polski operator filmowy i telewizyjny.
W 1950 ukończył studia na Wydziale Dziennikarskim WSNS. W 1956 ukończył studia na Wydziale Operatorskim PWSF w Łodzi. W 1983 został odznaczony Krzyżem Kawalerskim Orderu Odrodzenia Polski.

## Wybrana filmografia
- 1959: Awantura o Basię
- 1960: Szatan z siódmej klasy
- 1961: Zuzanna i chłopcy
- 1965–1966: Wojna domowa
- 1967–1968: Stawka większa niż życie
- 1973: Czarne chmury
- 1978: Życie na gorąco
- 1984: Siedem życzeń
- 1986: Tulipan
- 1988–1991: Pogranicze w ogniu